# Beluga (Alaska)
Beluga is een plaats (census-designated place) in de Amerikaanse staat Alaska, en valt bestuurlijk gezien onder Kenai Peninsula Borough.

## Demografie
Bij de volkstelling in 2000 werd het aantal inwoners vastgesteld op 32.

## Geografie
Volgens het United States Census Bureau beslaat de plaats een oppervlakte van
267,8 km², waarvan 265,9 km² land en 1,9 km² water.

## Plaatsen in de nabije omgeving
De onderstaande figuur toont nabijgelegen plaatsen in een straal van 64 km rond Beluga.